# Adolphe Niel
Adolphe Niel, francoski maršal in vojaški inženir, * 4. oktober 1802, Muret, Haute-Garonne, Francija, † 13. avgust 1869, Pariz, Francija.
Med letoma 1867 in 1869 je bil minister za vojno Francije.